# Ammuna
Ammuna fue un rey de Hatti  que gobernó a mediados del siglo XVI a. C.

## Biografía
Ammuna era hijo del rey Zidanta I  y nieto de Hantili I. Mató a su padre para convertirse en rey y tuvo una abundante familia.
Los desórdenes dinásticos, unidos a una grave sequía, debilitaron mucho al reino, y permitieron a sus vecinos, sobre todo en Anatolia occidental, alzarse en armas contra los hititas. Esto condujo a la rebelión de algunas de las ciudades conquistadas por sus antecesores, como Tipiya, Hupisna, Parduwata o Hahha, lo que posiblemente privó a los hititas de las rutas a Siria y les hizo perder grandes territorios.
A su muerte, probablemente debida a causas naturales, Huzziya I, cuyas relación exacta con Ammuna es desconocida, le sucedió.